# Лейньєберд
Лейньєберд (нід. Luinjeberd) — село в нідерландській провінції Фрисландія. Входить до муніципалітету Геренвен.
Його площа становить 6,45км², а населення станом на 2021 рік складало 425 осіб.
Перша згадка про населений пункт датується 1281 роком.

## Галерея

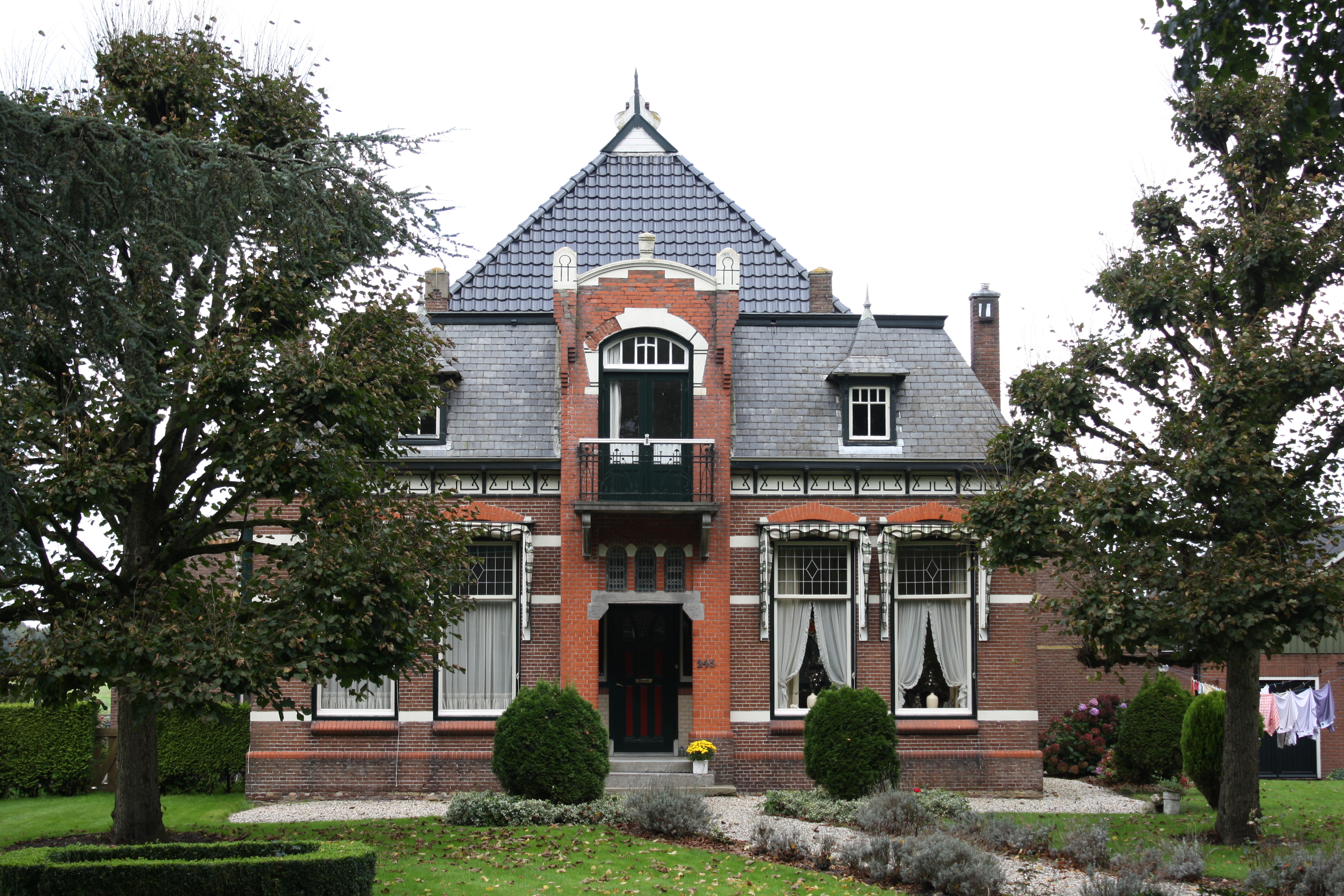
Ферма у Лейньєберді